# 小垂花报春
小垂花报春（学名：Primula sapphirina），为报春花科报春花属下的一个种。

## 扩展阅读
維基物種上的相關：小垂花报春